# Íñigo Martínez
Iñigo Martínez Berridi (n. 17 mai 1991, Ondarroa⁠(d), Comunitatea Autonomă a Țării Basce, Spania) este un fotbalist spaniol, care joacă pe post de fundaș central la Al-Nasr în Liga Profesionistă din Arabia Saudită. Pe plan internațional, are prezențe la națională pentru Spania U-20⁠(d), Spania U-21, Spania U23⁠(d), Spania și Țara Bascilor.
Și-a petrecut cea mai mare parte a carierei profesionale cu Real Sociedad, jucând 238 de meciuri (17 goluri marcate) în toate competițiile după ce a debutat la vârsta de 20 de ani. În ianuarie 2018, a semnat cu Athletic Bilbao, cu care a câștigat Supercopa de España din sezonul 2020-2021 și a ajuns la două finale de Copa del Rey.
Martínez a primit prima convocare cu naționala Spaniei în 2013.